# Wasserpferd

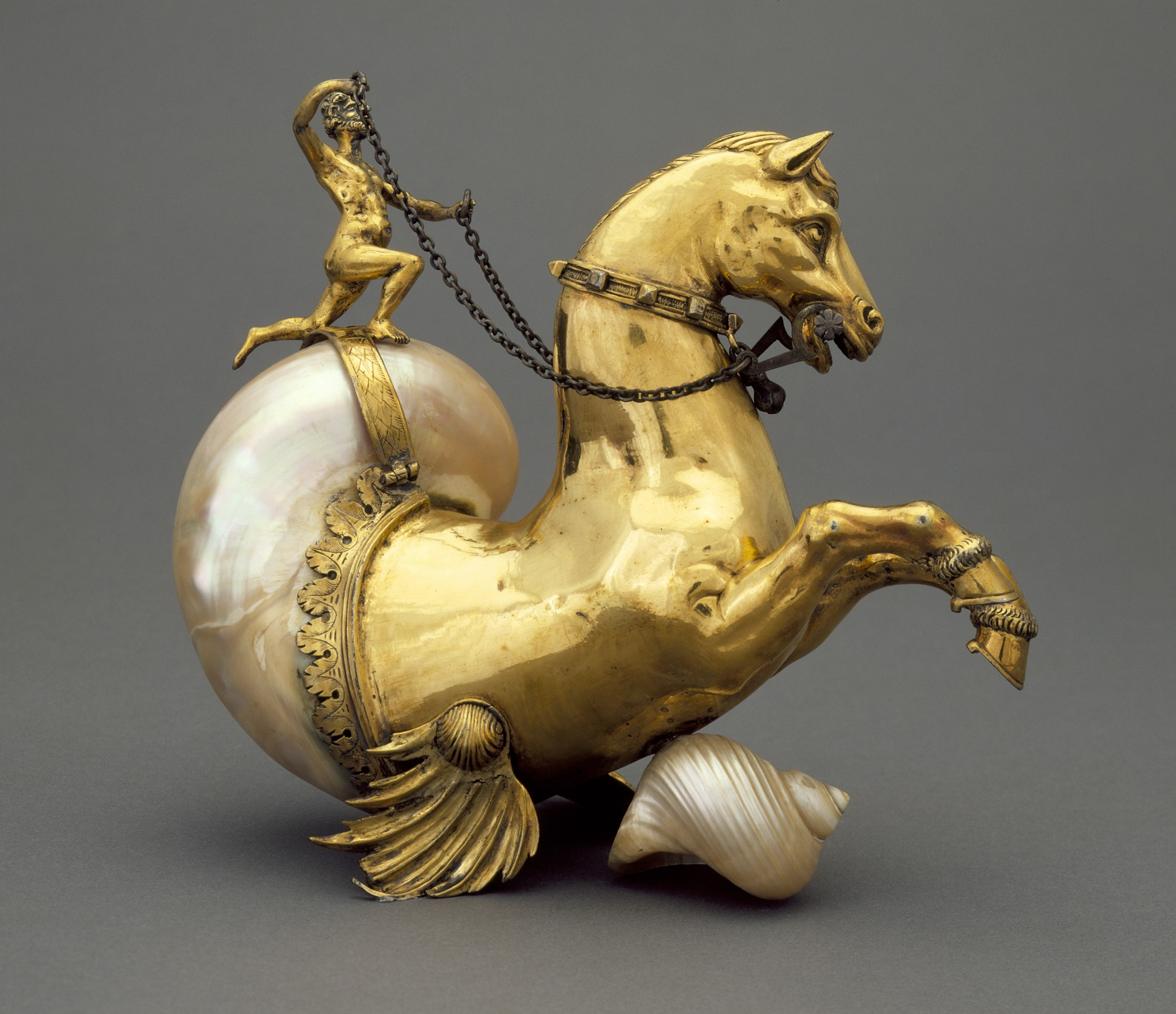
Skulptur eines Wasserpferdes, genauer eines Seepferdes, aus dem 16. Jahrhundert

Ein Wasserpferd ist ein Fabelwesen, das aus verschiedenen Kulturen und Epochen bekannt ist und zu den Wassergeistern gezählt werden kann. Je nach Legende lebt es in Flüssen, Bächen, Teichen, Seen oder dem Meer. In letzterem Fall wird es auch als „Seepferd“ oder Hippokamp bezeichnet (nicht zu verwechseln mit dem zu den Fischen gehörenden Seepferdchen, dessen Gattungsname Hippocampus lautet). Als Wasserpferd werden bisweilen auch andere Seeungeheuer wie Nessie beschrieben.

## Ursprung und Erscheinung

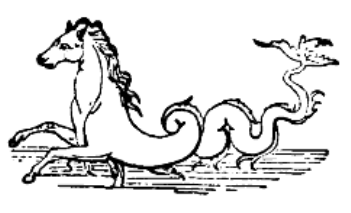
Nachzeichnung einer antiken Darstellung eines Hippokamp

Die Verbindung von Pferden mit Wasser ist aus Mythen und Legenden verschiedener Kulturen bekannt, zum Beispiel aus Dänemark, Griechenland, Irland und Portugal. Die Vorstellung von Flussgeistern in Pferdegestalt geht möglicherweise auf die historische Opferung von Pferden in Gewässern zurück. Die Opferung von Pferden in Flüssen war in Japan mit Gebeten für Regen und in China mit der Abwehr von Überschwemmungen verbunden.
Bereits antike griechische und römische Darstellungen zeigen den Hippokamp, ein Seepferd. In der griechischen Mythologie waren Pferde dem Meeresgott Poseidon heilig und wurden ihm geopfert. Poseidon selbst nahm die Form eines Pferdes an, um Demeter zu verführen. Sowohl Poseidon als auch der römische Wassergott Neptun werden oft zusammen mit Wasser- oder Seepferden abgebildet. Parallelen zu den antiken Hippokamp-Darstellungen bilden die zentralasiatischen Abbildungen von Seepferden mit Flügeln, Doppelschwänzen und einer schlangenähnlichen unteren Körperhälfte in den Tausend-Buddha-Höhlen von Kizil.
Bei manchen Wasserpferden handelt es sich um Gestaltwandler, die auch in humanoider Form erscheinen können. Viele Wasserpferde beabsichtigen, Menschen, die auf ihnen reiten, zu ertränken.

## Überlieferungen aus Europa

### Inselkeltische Folklore

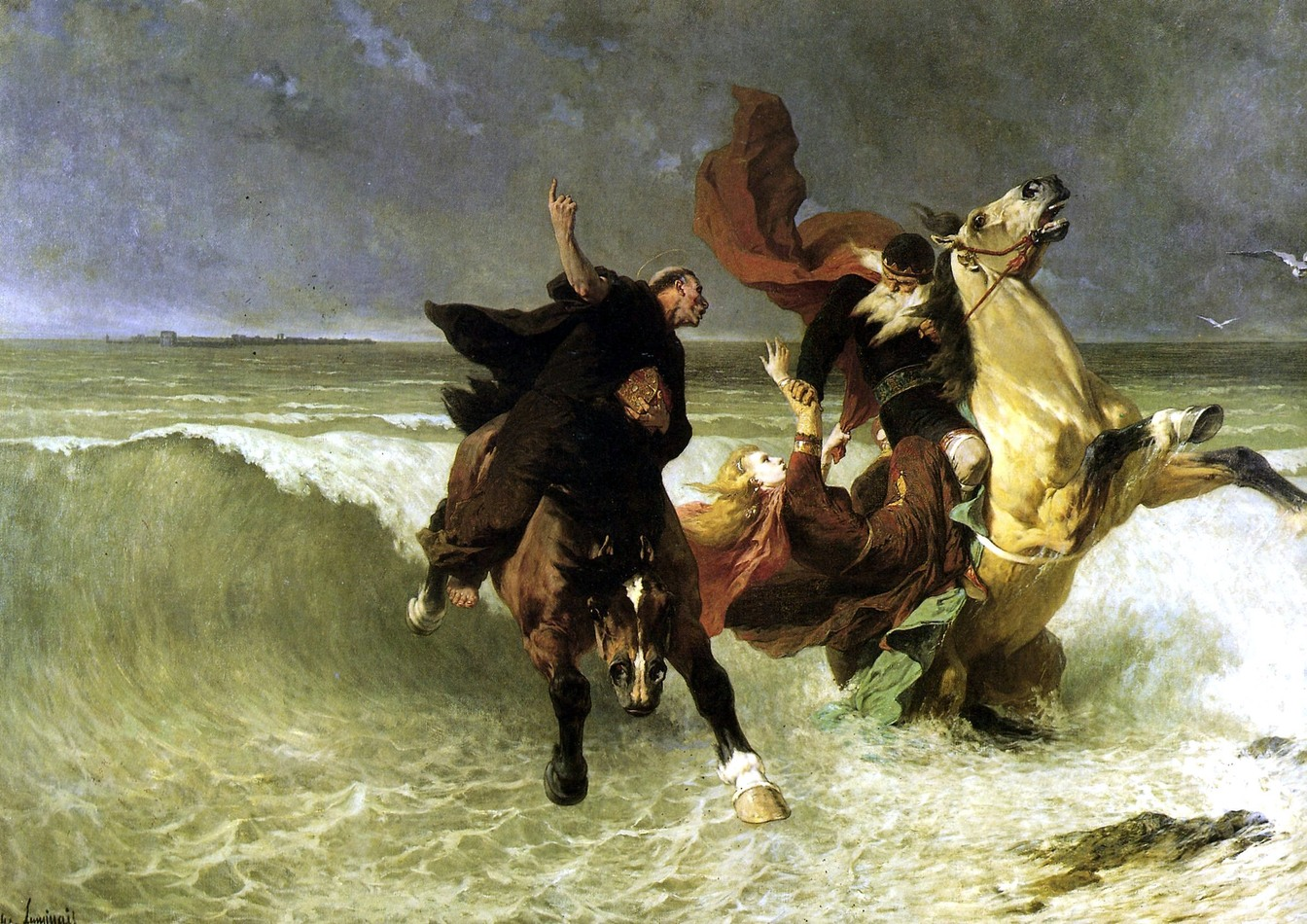
König Gradlons Flucht auf dem Wasserpferd Morvarc'h (Gemälde von Évariste-Vital Luminais, um 1884)

Die meisten Seen der schottischen Hochlande haben eine Wasserpferd-Tradition; eine Studie der Literatur aus dem 19. Jahrhundert ergab Erwähnungen für etwa 60 von tausenden Gewässern in Schottland. In der Literatur der schottischen Hochlande wurde am häufigsten das Wasserpferd, das Loch Ness bewohnen soll, genannt. In der schottischen Folklore sind Wasserpferde meist in einem Loch (insbesondere einem für ein Seeungeheuer berühmten See, zum Beispiel Loch Ness, Loch Morar oder Loch Lomond, aber auch in Loch Quoich oder Loch Arkaig) anzutreffen, während in einigen bretonischen und kornischen Erzählungen Wasserpferde im Meer und somit als marine Seeungeheuer erscheinen. Dem magischen Meerespferd des bretonischen Königs Gradlon von Ys, das Morvarc'h (bretonisch, wörtlich übersetzt „Seepferd“) hieß, wurde nachgesagt, über Wellen galoppieren zu können, ähnlich wie die Wasserpferde kornischer Legenden.
Das irische each uisce und das schottische each uisge (schottisch-gälisch für „Wasserpferd“) treten hin und wieder in der Gestalt eines Menschen, oft eines schönen Mannes, auf. Das schottische Kelpie ähnelt in seiner Erscheinung dem Hippokamp; es wird mit Kopf, Hals, Mähne und Vorderbeinen eines Pferdes, aber Schwimmhäuten zwischen den Zehen und einem langen, am Ende zweigeteilten, wal- oder fischähnlichen Schwanz beschrieben. Die Abgrenzung zwischen each uisge und Kelpie ist unklar. Manche Autoren verwenden die beiden Bezeichnungen als Synonyme, andere begreifen das each uisge als Bewohner stehender Gewässer (schottisch loch) oder Küsten und das Kelpie als Bewohner unruhiger Gewässer wie Flüsse, Furten und Wasserfälle. Den schottischen Wasserpferden wurde nachgesagt, dass sie Frauen und Kinder unter Wasser locken und verschlingen, auf Weiden am Wasserrand grasen oder auch Hochwasser verursachen.
Wesen, die dem Kelpie ähneln, sind zum Beispiel das nuggle von den Orkaden und das in Gestalt eines Shetlandponys erscheinende njuggle (andere Schreibweisen: neugle, njogel oder njöggle), auch De Shoopiltie genannt, von den Shetlandinseln. Letztere kennen auch Tangi, ein Wasserpferd, das auch in Gestalt eines Mannes auftauchen kann. Weitere lokale Formen des Wasserpferdes sind das walisische ceffyl dŵr und das cabyll-ushtey (oder auch glashtin) von der Isle of Man. Kein Wasserpferd im eigentlichen Sinne, sondern ein Hybridwesen aus Mensch und Pferd ist der orkadische Nuckelavee.

### Nordeuropäische Überlieferung

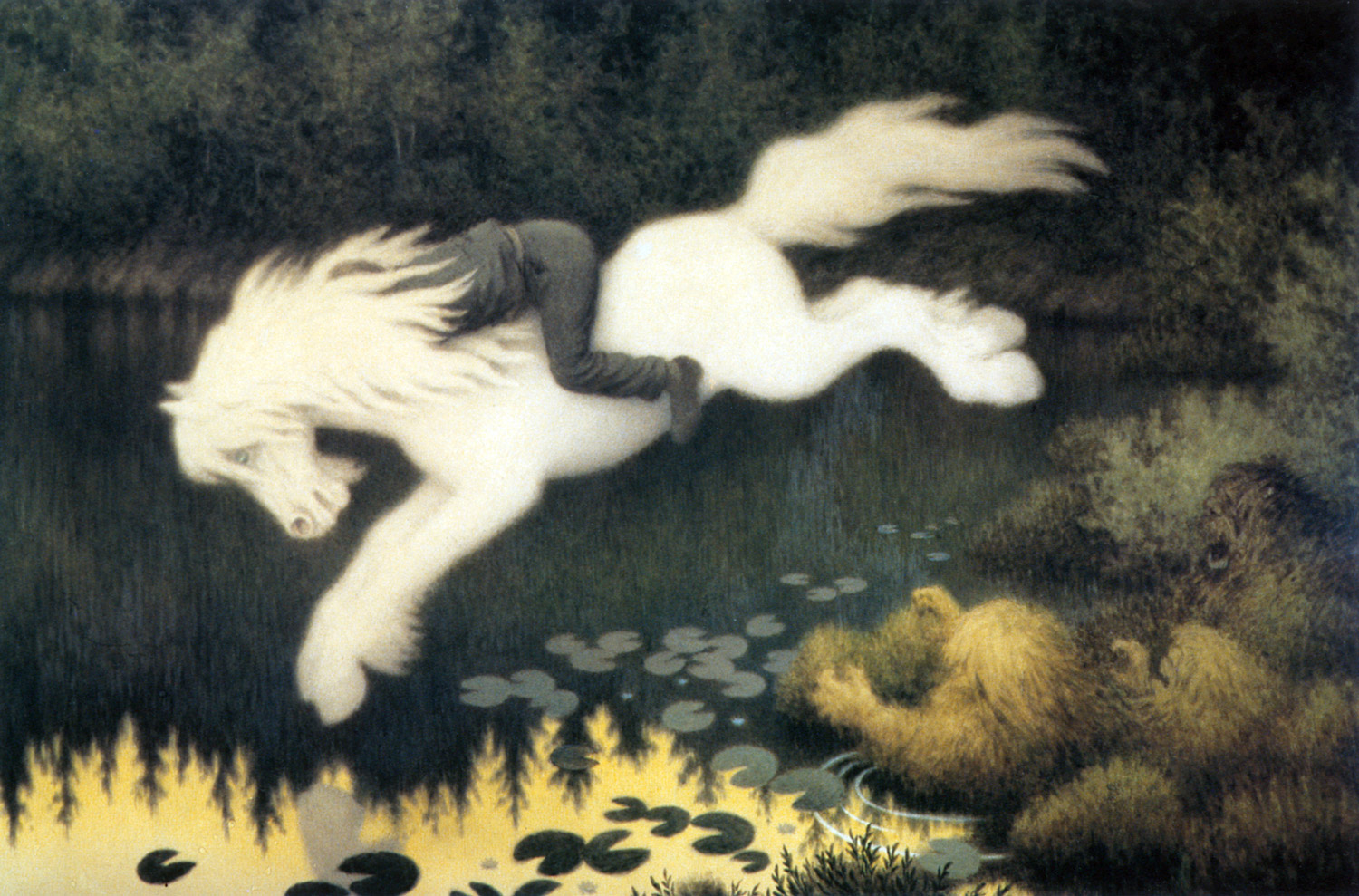
Ein nøkk in Pferdegestalt entführt ein Kind (Zeichnung von Theodor Kittelsen, um 1900)

Bäckahästen ist ein schwedischer Bachgeist in Pferdegestalt, der gerne Menschen ertränkt. Der norwegische nøkk, welcher oftmals die Form eines Pferdes annimmt und so seine wahre Gestalt verbirgt, bildete die Inspiration für das Wasserpferd in Die Eiskönigin II. Der färöische nykur tritt meist als wasserbewohnendes Pferd auf und kann Menschen gefährlich werden. Auch isländische Volkssagen kennen den nykur oder nennir als Wasserpferd (isl. vatnahestur).
Aus den nordgermanischen Sprachen wurde der Wassergeist als näkki in den finnischen Volksglauben übernommen. In estnischen Sagen kann der näkki auch als weißes oder graues Fohlen erscheinen, das Kinder dazu verführt, sich auf seinen Rücken zu setzen, und dann mit ihnen ins Meer eilt.

### Mitteleuropäische Überlieferung
Wasserpferde sind aus verschiedenen pommerschen Volkssagen bekannt. So soll mündlicher Überlieferung zufolge im Denniner See ein Wasserpferd leben. Bei Kolín soll ein Wasserpferd der Elbe entstiegen sein.

## Überlieferungen aus Asien

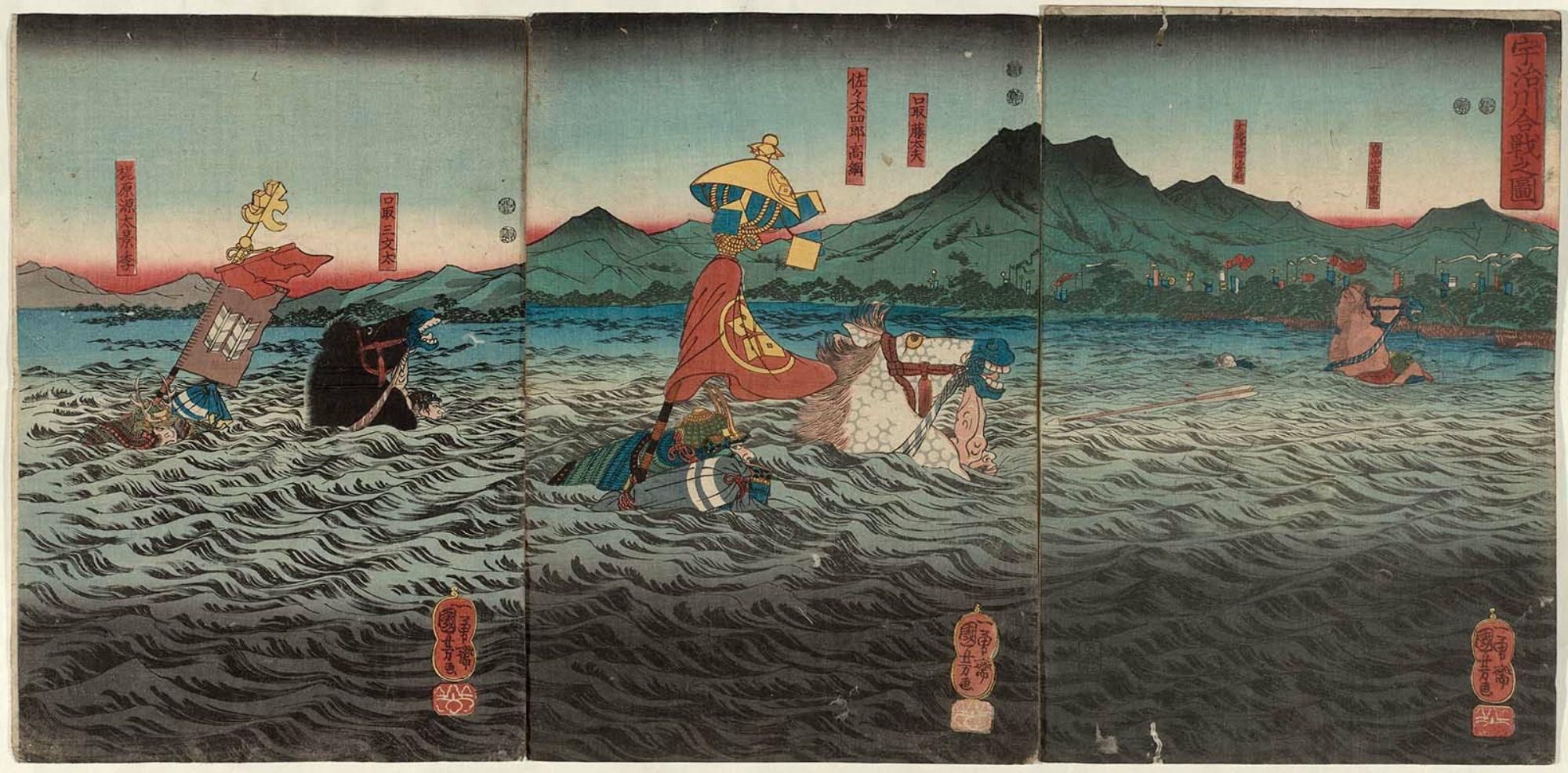
Ikezuki (Mitte) bringt Sasaki Takatsuna über den Fluss Uji (Holzschnitt, 1849)

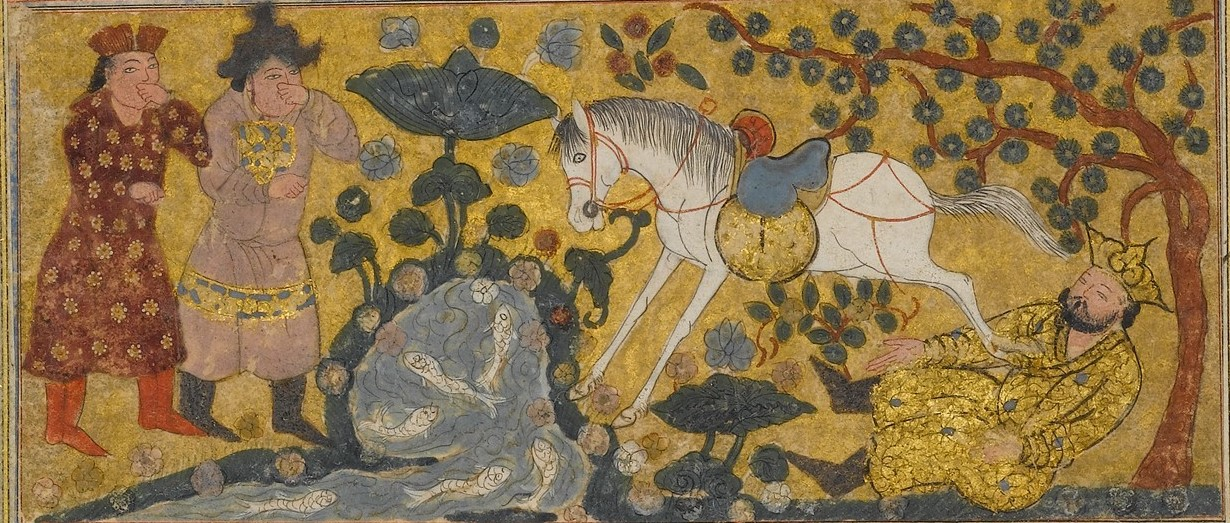
Ein Wasserpferd tötet Yazdegerd I. mit seinem Tritt (Miniatur, etwa 1300 bis 1330)

In ostasiatischen Legenden werden verschiedene Wasserpferde beschrieben, unter anderem überliefert im chinesischen Shanhaijing. Eine japanische Sage erzählt, dass das berühmte Pferd Ikezuki von einem gelben Hengst abstammte, welcher der herrschende Geist des Kamado-Teiches war. Eine andere Version nennt ein Drachenpferd, das aus einem Dorfteich erschien, als Vater von Ikezuki. Chinesische Legenden beschreiben Drachenpferde als Hybridwesen aus Pferd und Drache und setzen sie in Verbindung mit Wasser, insbesondere Flüssen. Verschiedenen chinesischen Berichten zufolge war es üblich, Stuten auf am Wasser gelegenen Weiden grasen zu lassen, damit sie von Drachen oder göttlichen, in Seen lebenden Pferden gedeckt würden; als Nachkommen wurden Drachenpferde oder besonders ausdauernde Reitpferde erwartet.
Parallelen zu diesem Motiv sind unter anderem in einer Erzählung aus Kaschmir und in der ersten Reise von Sindbad aus der Geschichtensammlung Tausendundeine Nacht zu finden. Dem persischen Schāhnāme zufolge starb der Perserkönig Yazdegerd I. durch den Tritt eines Schimmels, der dem Wasser entstiegen war und auch darin wieder verschwand.

## Sichtungen
Sichtungen von Wasserpferden wurden im 18. Jahrhundert häufig gemeldet, aber erst ab dem 19. Jahrhundert wurden sie auch aufgezeichnet.
- 1846 berichtete der Kapitän Christmas der Dänischen Marine die Sichtung einer enormen Bestie mit langem Hals, die eine  Delfinschule verfolgte, auf dem Weg zwischen Island und den Färöern. Seiner Beschreibung nach hatte das Wesen einen pferdeähnlichen Kopf und einen Hals so dick wie die Taille eines Mannes, der sich elegant wie der eines Schwans bewegte.
- Am 6. August 1848 bemerkte ein Offizier der britischen Königlichen Marine auf der Korvette HMS Daedalus ein ungewöhnlich aussehendes Tier, welches in Richtung des Schiffes schwamm. Es ähnelte einer Seeschlange mit einem 1,2 Meter langen Hals. Sein Hals war etwa 38 oder 41 Zentimeter lang. Dem Bericht nach hatte es keine sichtbaren Flossen oder einen Schwanz, und auf seinem Hals schien es eine pferdeähnliche Mähne zu haben, mit Seetang, der über seinen Rücken gespült wurde.
- Am 3. Oktober 1857 notierte Lord Malmesbury in seinem Tagebuch die Sichtung eines See-Pferdes (lake-horse) durch seinen Jäger John Stuart und dessen Kinder in Loch Arkaig.[34]
- Spät im Jahr 1883 wurde die Sichtung zweier pferdeköpfiger Untiere, von denen eines kleiner als das andere und somit möglicherweise ein Jungtier war, vor der südlichen Küste von Panama gemeldet. Die Besatzung des US-amerikanischen Walfangschiffes Hope On berichtete, sie habe ein sechs Meter langes Wesen untertauchen gesehen. Es hatte eine bräunliche Farbe mit schwarzen Flecken, vier Beine oder Flossen und einen Schwanz, der in zwei Teile gespalten schien. Als es die Oberfläche erreichte, waren alle vier Extremitäten und der Schwanz entblößt. Ein zweites Wesen, das genauso aussah, aber kleiner war, folgte ihm. Im gleichen Jahr wurde die Sichtung eines ähnlich aussehenden Wesens im Bristolkanal gemeldet, von dem es hieß, dass es eine schmierige, schneckenähnliche Spur hinterließ.